# Métronome : l'histoire de France au rythme du métro parisien
Métronome : l'histoire de France au rythme du métro parisien est un livre écrit par l'acteur Lorànt Deutsch en collaboration avec Emmanuel Haymann et publié par les Éditions Michel Lafon en septembre 2009. Le livre est dédié au chanteur Eddy Mitchell, « le premier [qui] a su l'intéresser à l'Histoire avec sa dernière séance », comme le précise l'auteur.

## Présentation
À travers ce livre, l'auteur entraîne le lecteur dans l'histoire de France et surtout l'histoire de Paris, ville dont il propose la découverte, introduite au rythme des stations du métro de Paris.
Il est divisé en vingt et un chapitres, un par siècle, du premier siècle après Jésus-Christ jusqu'aux années 2000. Lorànt Deutsch a privilégié les premiers siècles, faisant le choix de consacrer un nombre moindre de pages aux époques moderne et contemporaine. Une version illustrée a été publiée en octobre 2010.

## Critiques
En 2012, à la suite de son adaptation sous forme de documentaire sur France 5, ce livre et son adaptation ont fait l'objet d'une controverse, ravivant des critiques qui avaient suivi la sortie du livre,,. Il fut reproché à Lorànt Deutsch, de faire l'apologie d'une vision héroïsée et chrétienne de l'Histoire de France, de ne pas citer ses sources, de ne pas avoir pris le temps de recueillir le conseil d'historiens pour expurger le livre et les films de diverses erreurs, de distordre les faits historiques pour en donner un tableau ne reflétant qu'une vision personnelle de l'histoire, habitée par ses convictions royalistes et catholiques qui lui font privilégier ses convictions au détriment du contexte historique et des éléments moteurs des évènements,,. 
Doctorant en histoire médiévale, William Blanc déclare : « La différence de traitement est criante lorsqu'on analyse le traitement des mouvements populaires dans le Métronome. Alors que 8 pages sont consacrées à Saint Denis, 13 à Sainte Geneviève, 15 à Pépin le Bref, la Commune de Paris et ses 20 000 morts n'ont droit qu'à un petit paragraphe. Et en quelques lignes, pas question d'expliquer pourquoi le peuple parisien s'est soulevé en 1871. Tout au plus l'acteur parle-t-il d'une « fureur populaire » venue d'on ne sait où et de soldats rompant les rangs, parce que « fatigués, démoralisés, déboussolés ». L'épisode de la Commune sera même ignoré lors de l'adaptation télévisuelle au profit d'un panégyrique de l'œuvre d'Haussmann ».
En juillet 2012, Lorànt Deutsch a réagi à ces critiques, déclarant :
« L'Histoire ne peut pas être un instrument politique. Ce que j'ai voulu, c'est la raconter [...]. Ceux qui m'accusent de la manipuler, d'être un idéologue, ont tort et je leur retourne le compliment [...]. Toute cette polémique est partie d'un étudiant en histoire [William Blanc] qui a pris mon livre pour cible et s'acharne depuis six mois à détruire mon travail et insinue que je suis le relais d'une idéologie. »
Le groupe PCF-Parti de gauche du conseil de Paris s'est fait le relais de cette controverse en demandant à la mairie de Paris de cesser de promouvoir un livre « orienté idéologiquement ». Le 11 juillet 2012, le conseil de Paris a rejeté les demandes du groupe PCF-PG, formalisées dans un vœu,.
Lorànt Deutsch commente en novembre 2012, à propos de cette polémique :
« J’ai été attaqué par des gens qui ont cherché à faire parler d’eux en parlant de moi… dont un élu du Front de gauche qui est avant tout un militant politique et qui a, en tant que tel, une vision très orientée de l’histoire. Et oui, j’ai osé avouer il y a deux ans que j’étais royaliste. Je crois que, comme en Angleterre, par exemple, monarchie et démocratie ne sont pas contradictoires. Mais je n’instrumentalise pas l’histoire pour servir cette cause. [...] [Je n'ai pas été touché par cette histoire]. Même si j’ai quand même été traité de nazi ou de révisionniste… J’ai surtout le sentiment d’un énorme gâchis. J’ai découvert que l’histoire était un champ de bataille où chacun défend sa chapelle. Alors qu’au départ je crois qu’on se bat tous dans le même camp. Pour donner l’envie aux gens d’ouvrir des livres d’histoire. ».
En mars 2013, paraît un livre critique : Les historiens de garde : De Lorànt Deutsch à Patrick Buisson, la résurgence du roman national écrit collectivement par William Blanc, Aurore Chéry, Christophe Naudin, préface de Nicolas Offenstadt. Les auteurs ont mis en service dès la sortie du livre un site web (du même nom que le livre), sur lequel ils rendent disponible « une partie des documents que nous avons utilisés pour écrire le livre. Sont ainsi exposées les « sources » sur lesquelles se serait appuyé Lorànt Deutsch pour écrire Métronome et qui disent exactement le contraire de ce qu’affirme l’auteur. ».

## Structure
1. L'époque romaine : La Cité, le berceau de César - Place d'Italie, tous les chemins mènent à Rome - Notre-Dame-des-Champs, le martyre de Saint-Denis - Saint-Martin
2. Mérovingiens et Carolingiens : Saint-Michel-Notre-Dame - Saint-Germain-des-Prés - La basilique Saint-Denis - L'heure des comtes
3. Le triomphe des Capétiens : L'envol des Capétiens - L'an mille - Philippe Auguste
4. Roman et gothique : L'essor de l'Université - Naissance du Tiers-État - Le château de Vincennes
5. De l'apogée de la royauté à la République : La Renaissance - Le Grand Siècle et les Invalides - De la Bastille à la IIIe République
6. L'époque contemporaine : Les allées du pouvoir - La défense, le retour à la source

## Éditions imprimées

### Première édition imprimée
- Lorànt Deutsch et Emmanuel Haymann (collaborateur), Métronome : l'histoire de France au rythme du métro parisien, Neuilly-sur-Seine, Michel Lafon, 3 septembre 2009, 379 p., 24 cm (ISBN 978-2-7499-1011-6, BNF 42068454)

### Édition illustrée
- Lorànt Deutsch, Emmanuel Haymann (collaborateur), Cyrille Renouvin (illustrations) et Greg Soussan (photos), Métronome illustré, Neuilly-sur-Seine, Michel Lafon, 14 octobre 2010, 239 p., 27 cm (ISBN 978-2-7499-1253-0, BNF 42349596)La couverture comporte le titre « Le Métronome illustré », mais le titre figurant en page de titre, et utilisé dans les bibliothèques, est bien « Métronome illustré ».

### Édition de poche
- Lorànt Deutsch et Emmanuel Haymann (collaborateur), Métronome : l'histoire de France au rythme du métro parisien, Paris, Pocket, coll. « Pocket » (no 16010), 5 juin 2014, 413 p., 18 cm (ISBN 978-2-266-25195-2, BNF 43840245)